# Emarginula tuberculosa
Emarginula tuberculosa is een slakkensoort uit de familie van de Fissurellidae. De wetenschappelijke naam van de soort is voor het eerst geldig gepubliceerd in 1859 door Libassi.